# Cercs
Cercs è un comune spagnolo di 1 371 abitanti situato nella comunità autonoma della Catalogna.